# Смирнов Андрій Іванович
Смирнов Андрій Іванович (нар. 2 лютого 1982, місто Бердичів) —  історик та релігієзнавець, доктор історичних наук, професор Національного університету «Острозька академія», керівник ГО “Центр святого Кирила Лукаріса” та один з засновників ГО "Софійське братство", член Синодальної комісії з міжхристиянських відносин ПЦУ.

## Біографія
Народився 2 лютого 1982 року в Бердичеві. Закінчив у 1999 році школу №1 у місті Острог. У 2005 році закінчив гуманітарний факультет у Національному університеті «Острозька академія».
У 2006-2010 роках був депутатом Острозької районної ради від блоку "Наша Україна".
У 2008 році захистив дисертацію кандидата історичних наук на тему: "Церковна-громадська і політична діяльність Степана Скрипника у 1930 - 1944 роках".  .  Тоді ж став старшим викладачем академії.
У 2012–2021 рр. — доцент кафедри історії Національного університету «Острозька академія».
Вдруге був депутатом Острозької міськради від блоку політичної партії “Громадянська позиція” в 2015-2020 роках.
У 2016–2017 рр. — завідувач кафедри політології Національного університету «Острозька академія».
Не пізніше 2021 року став членом Експертної ради Державної служби України з етнополітики та свободи совісті, яку очолювала тоді Богдан Олена Володимирівна . При новому голові В. Єленському залишився членом цієї ради.
Захистив дисертацію на здобуття наукового ступеня доктора історичних наук за спеціальністю 07.00.01 «Історія України» у 2021 році. Тема дисертації: «Церковно-інституційні трансформації українського православ’я в роки Другої світової війни». У 2022 році отримав вчене звання професора.
28 червня 2022 року зареєстрував у м. Острог ГО "Центр святого Кирила Лукаріса".
З 2022 р. — професор кафедри історії ім. проф. М. П. Ковальського Національного університету «Острозька академія».
У 2024–2025 рр. — завідувач кафедри історії ім. проф. М. П. Ковальського Національного університету «Острозька академія».
Член Експертної групи із забезпечення проведення релігієзнавчої експертизи Статуту про управління Української Православної Церкви та співавтор Висновку релігієзнавчої експертизи Статуту про управління Української Православної Церкви на наявність церковно-канонічного зв’язку з Московським патріархатом від 27 січня 2023 р. 
На думку Смирнова: “План відбудови України має включати українізацію сакрального простору”.  

## Книги
1.Мстислав (Скрипник): громадсько-політичний і церковний діяч. 1930-1944: Монографія. К. : Смолоскип, 2008.
2.Мстислав (Скрипник): громадсько-полiтичний i церковний дiяч, 1930-1944: монографiя. Київ, 2009 (друге видання).
3.Духовний вибір українського народу : 1020 років хрещення Київської Русі : навч. посіб. / [упоряд. А. Смирнов]. – Острог: НаУОА, 2011. – 96 с.
4.Між хрестом, свастикою і червоною зіркою: українське православ'я в роки Другої світової війни. Монографія. Одеса, 2021.
5.Українське християнство в цифровому світі: виклики та перспективи / за ред. А. Смирнова. Острог, 2022.

## Україномовні статті
1. Смирнов А. Архіпастирська діяльність єпископа Володимир–Волинського Мануїла Тарнавського в роки німецької окупації України // Гілея: науковий вісник. – 2018. – Вип. 136. – С. 65–69.
2. Смирнов А. Пінський Церковний Собор 7–10 лютого 1942 року та його наслідки // Український історичний журнал. 2019. №21.
3. Смирнов А. Відновлення євхаристійного спілкування українських православних церков у діаспорі з Вселенським Патріархатом наприкінці ХХ століття // Наукові записки Національного університету «Острозька академія». № 33 (2022). C. 105-109.
4. Смирнов А. Українська православна спільнота в Північній Америці в міжвоєнний період // Наукові записки Національного університету «Острозька академія». № 34 (2023). C. 123-127.
5. Смирнов А. Діяльність кураторії Волинського шкільного округу в міжвоєнний період // Наукові записки Національного університету «Острозька академія». № 35. С. 130-138.

## Іншомовні статті
1. Smyrnov A. Początek działalności arcypasterskiej władyki Hilariona Ohijenki w roku 1940 // Przegląd Środkowo-Wschodni. 2016. "1 (1), 160-170.
2. Smyrnov, A. The Ukrainian orthodox autocephalous movement during the years of German occupation // Analele Universitatii din Craiova. History. 2019. Nr. 1(35). S. 43-53.
3. Smyrnov A. Warsaw Council of the Ukrainian Autocephalous Orthodox Church of 1944 and its consequences / A. Smyrnov, V. Trofymovych // East European Historical Bulletin. – 2021. – № 19. – P. 165–173.[4].
4. Aloshyna O., Smyrnov A., Yankovska Zh., Blyzniak M., Marchuk V. Organisational foundations of functioning of the Right-Bank Ukraine orthodox brotherhoods from the 1850s to 1900s // Journal of Education Culture and Society. 2021. Vol. 13 No. 2.